# Affonso Solano
Affonso Solano Renault de Oliveira (Rio de Janeiro, 13 de novembro de 1981), é um escritor, ilustrador, editor e podcaster brasileiro. Juntamente com Roberto Duque Estrada, criou o podcast "Matando Robôs Gigantes", que aborda, com humor, assuntos relacionados a cinema, jogos eletrônicos, quadrinhos e cultura pop em geral. Posteriormente, Diogo Braga entrou para a equipe do podcast. Em 2013, lançou seu primeiro livro O Espadachim de Carvão. Sendo o primeiro volume de sua série "Espadachim de Carvão".
Como ilustrador, já trabalhou para empresas como TV Globo, TV Record, Image Comics e Warner/Chappell. E também é colunista de jogos eletrônicos do TechTudo, página de tecnologia do Globo.com.
Solano foi apelidado de forma humorística de "O Rei dos Escritores".
Dentre suas principais características, além da carreira que vem criando há anos em diversas mídias, está seu bigode, marcante em seu visual.

## Obras publicadas
- O Espadachim de Carvão (2013)
- O Espadachim de Carvão e as Pontes de Puzur (2015)
- As aventuras de Tamtul e Magano (2015)
- O Espadachim de Carvão e a Voz do Guardião Cego (2021)